# Малютін Максим Сергійович
Макси́м Сергі́йович Малю́тін (біл. Максім Сяргеевіч Малюцін; народився 16 вересня 1988, Ярославль, СРСР) — білоруський хокеїст, воротар. Виступає за «Шахтар» (Солігорськ) в Білоруській Екстралізі. У складі національної збірної Білорусі провів 2 матчі (3 пропущені шайби).
В сезоні 2005—06 розпочав кар'єру в клубі «Вітебськ-2». Того ж сезону дебютвав в Білоруській Екстралізі в першій команді — «Вітебськ», провівши загалом 6 матчів. Сезон 2007—08 провів у «Вітебськ-2» в другій лізі чемпіонату Білорусі, зігравши леше один матч в Екстралізі за першу команду. В сезоні 2007—08 зіграв в Екстралізі за «Вітебськ» 24 матчі. Сезон 2008—09 провів в Континентальній хокейній лізі за мінське «Динамо». В сезоні 2009—10 виступав за «Вітебськ». 24 лютого 2010 року перейшов до клубу «Юність-Мінськ».
На міжнародному рівні Малютін представляє національну збірну Білорусі, у складі якої виступав на молодіжному чемпіонаті світу 2008 (дивізіон I). Був у складі національної збірної на зимові Олімпійські ігри 2010 у Ванкувері, однак в іграх участі не брав.

## Досягнення
- Володар Континентального кубка (2011). Чемпіон Білорусі (2010, 2011). Володар Кубка Білорусі (2010)